# Giulio Cisco
Giulio Cisco (5. Oktober 1920 in Rossano Veneto in der Provinz Vicenza – 23. November 1999 in Mailand) war ein italienischer Journalist und Schriftsteller.

## Leben
Cisco wurde im Oktober 1920 in Rossano Veneto in Venetien als Sohn eines Landarztes geboren.
Beruflich war er als Journalist beim Giornale di Venezia und beim Mailänder Il Giorno tätig; als Schriftsteller verfasste er neben Prosa auch Hörspiele und Theaterstücke.
Über Italien hinaus bekannt wurde Cisco mit seinem ersten, mehrfach ausgezeichneten Roman La Patria riconoscente (1988; dt. 1992 als Der Dank des Vaterlands). In diesem Roman geht Cisco auf dem Hintergrund der heute so nicht mehr bestehenden ländlichen Kultur des Veneto den Schicksalen aller 19 im Jahr 1921 in einem italienischen Dorf geborener Kinder – ausnahmslos Jungen – nach, die alle im Zweiten Weltkrieg getötet wurden und deren Namen das Kriegerdenkmal des Dorfes schmücken.
Cisco starb im November 1999 in Mailand.

## Auszeichnungen
- 1988: Premio Selezione Campiello für Der Dank des Vaterlands
- 1989: Premio Bancarella für Der Dank des Vaterlands

## Werke
- Otto di meno (1950)
- Ragionamenti di donna (1950)
- La gimcana (1951)
- Un uomo tra i piedi (1960)
- Vengo con te Cristina (1967)
- La patria riconoscente (Roman; Camunia editrice, Milano 1988)
  - dt.: Der Dank des Vaterlands. Roman; aus dem Italien. von Ulrich Hartmann. Beck und Glückler, Freiburg/Breisgau 1992, ISBN 3-89470-408-X; NA: Unionsverlag, Zürich 1996, ISBN 3-293-20067-2
- La contessina di Venezia (Roman, 1990)